# Спортивная гимнастика на летних Олимпийских играх 2000 — конь
Соревнования на коне среди мужчин в спортивной гимнастике на Летних Олимпийских играх 2000 года состоялись 16 и 24 сентября в спорткомплексе «Сидней СуперДом». Победу одержал румынский спортсмен Мариус Урзикэ, второе место занял француз Эрик Пужад, третьим стал россиянин Алексей Немов.

## Результаты

### Квалификация
В квалификационном раунде 16 сентября участвовали 80 гимнастов, из которых восемь лучших пробились в финал 24 сентября. Каждая страна выдвигала не более двух гимнастов в финал.

### Финал
| Место | Гимнаст                    | Результат |
| ----- | -------------------------- | --------- |
|       | Мариус Урзикэ Румыния      | 9.862     |
|       | Эрик Пужад Франция         | 9.825     |
|       | Алексей Немов Россия       | 9.800     |
| 4     | Ли Ян Хён Республика Корея | 9.775     |
| 5     | Пак Иль Су КНДР            | 9.762     |
| 6     | Золтан Шупола Венгрия      | 9.762     |
| 7     | Александр Береш Украина    | 9.712     |
| 8     | Николай Крюков Россия      | 9.700     |